# VK Primorac Kotor
VK Primorac Kotor (em sérvio:  Vaterpolo Primorac Kotor) é um clube de polo aquático montenegrino da cidade de Kotor. atualmente na Liga Montenegrina. É um dos clubes mais vitoriosos do polo aquático montenegrino.'

## História
VK Primorac Kotor foi fundado em 1922 na então Iugoslávia.

## Títulos
- LEN Champions League (7)
  - 2009
- Liga Montenegrina
  - 2007, 2008 e 2009
- Copa de Montenegro
  - 2009

## Notáveis atletas
- Veljko Uskoković
- Nikola Janović
- Mlađan Janović
- Zvonimir Milošević
- Draško Brguljan
- Gergely Kiss
- Darko Brguljan
- Ranko Perović
- Zdravko Radić
- Tony Azevedo
- Zoran Gopčević
- Vjekoslav Pasković
- Mirko Vičević
- Ádám Steinmetz
- Srđan Barba
- Filip Trajković
- Nebojša Milić
- Anđelo Šetka